# Rhadinorhynchus johnstoni
Rhadinorhynchus johnstoni är en hakmaskart som beskrevs av Yves-Jean Golvan 1969. Rhadinorhynchus johnstoni ingår i släktet Rhadinorhynchus och familjen Rhadinorhynchidae. Inga underarter finns listade i Catalogue of Life.